# Enrique Candioti
Enrique José Alejandro Candioti (nacido el 23 de mayo de 1936 en Santa Fe, Argentina) es un diplomático que desde su ingreso en el Servicio Exterior de la Nación ha sido embajador en países como Alemania, Estados Unidos y Australia.
Además ha tenido puestos de relevancia como director general de Política y secretario de Estado de Relaciones Exteriores, Asuntos Latinoamericanos de la Cancillería argentina, miembro del Consejo Consultivo sobre Temas Vinculados al Atlántico Sur en dicha Cancillería y miembro de la Comisión de Derecho Internacional de la Organización de las Naciones Unidas (ONU).

## Trayectoria
Su padre Enrique Amadeo Candioti, también fue diplomático.
Enrique Candioti ingresó en 1955 en el Servicio Exterior de la Nación, se recibió de abogado en 1960 en la Universidad de Buenos Aires, en 1970 cursó el Seminario de la Comisión de Derecho Internacional en Ginebra, a continuación dictó cursos y seminarios sobre derecho internacional público, derecho del mar, el sistema antártico, tratados y negociaciones sobre desarme en el Consejo Argentino para las Relaciones Internacionales, la Escuela Superior de Guerra y el Instituto del Servicio Exterior de la Nación.

### Cargos
- 1972-1977: integró la Delegación argentina ante el Tribunal arbitral en el “Caso del Canal Beagle” en Ginebra
- 1981 y 1991: director general de Política del Ministerio de Relaciones Exteriores
- 1982-1983: consejero legal del Ministerio de Relaciones Exteriores
- 1983-1985: embajador en la República Democrática Alemana
- 1986-1989: embajador en los Estados Unidos de América
- 1990-1991: director general de Seguridad Internacional del Ministerio de Relaciones Exteriores
- 1992-1997: Embajador en Australia, Nueva Zelanda y Fiji.
- 1997-2016: Miembro de la Comisión de Derecho Internacional (CDI) en la ONU
- 1997-2019: Miembro de la Corte Permanente de Arbitraje de La Haya
- 1999-2000: Secretario de Estado de Relaciones Exteriores y Asuntos Latinoamericanos
- 2001-2006: Embajador en la República Federal de Alemania[1]

En la Comisión de Derecho Internacional (CDI) fue presidente en 2003 y vicepresidente en 2001 y 2002.